# William Dalziel Jackson
William Dalziel Jackson (1921-2002 ) fue un botánico australiano.
Comenzó sus estudios en la Universidad de Tasmania en 1946, obteniendo su bachelor of Arts. Encontró su oportunidad en el Departamento de Botánica, donde el profesor fundante de Botánica, Horace N. Barber (1914-1971), capturó su atención en genética poblacional, citogenética, y ecología de la flora nativa tasmaniana. En 1952, obtiene su BSc con Honores en Botánica, y se une al equipo del "Dto. Botánica" como demostrador.
En 1961, completó su Doctorado con la supervisión de Barber, con dos estudios diferentes:
- formación cline en eucalyptus
- daño por radiación por rayos X a cromosomas.

Los méritos de esa obra fue reconocido por el premio de la prestigiosa "Medalla David Syme" en 1960.

## Algunas publicaciones
- Wiltshire, rje; wd Jackson†. 2003. ‘Index of Chromosome Numbers of Tasmanian Spermatophytes’. Papers and Proceedings of Royal Society of Tasmania, 137 pp. 39-53. ISSN 0080-4703

- La abreviatura «W.D.Jacks.» se emplea para indicar a William Dalziel Jackson como autoridad en la descripción y clasificación científica de los vegetales.[2]

## Fuente
- Reid, jb. 2003. Obituary Professor William Dalziel Jackson, 1921-2002. Papers and Proceedings of the Royal Society of Tasmania, 137 pp. 17-19. ISSN 0080-4703